# U.S. Army Military Intelligence Museum
Das U.S. Army Military Intelligence Museum (kurz: MI Museum) ist ein Museum der U.S. Army. Thema ist Spionage mit besonderem Fokus auf militärischer Aufklärung (englisch military intelligence). Das Museum ist bei freiem Eintritt öffentlich zugänglich.

## Geschichte
Das Museum gehört zu Fort Huachuca, einer Militärbasis in Arizona. Es darf nicht verwechselt werden mit dem auf demselben Gelände befindlichen Fort Huachuca Museum, das die Geschichte des Forts selbst und der U.S. Army im amerikanischen Südwesten illustriert.
Das MI Museum wurde 1988 gegründet. Ein Hauptthema ist die Geschichte des militärischen Geheimdienstes der US-Armee. Es zeigt dessen Bedeutung innerhalb der Armee auf und erklärt dessen organisatorische Entwicklung seit 1775 bis heute. Besondere Würdigung erfahren die Leistungen von Soldaten, die in bedeutenden Geheimdienstrollen tätig waren. Darüber hinaus dient es der militärgeschichtlichen Ausbildung. 
Das Museum präsentiert zahlreiche Exponate zum Themengebiet. Dazu gehören diverse Geheimdokumente und Codebücher sowie Geräte und Apparate wie Drohnen, Luftbildkameras, Agenten-Funkgeräte und Chiffriergeräte. Besondere Ausstellungsstücke sind eine deutsche Enigma-Chiffriermaschine aus dem Zweiten Weltkrieg, ein großes Fragment der Berliner Mauer, ein spezielles Spionage-Fahrzeug, das während des Kalten Krieges von der US-Armee genutzt wurde, und frühe Beispiele unbemannter Flugzeuge, die in den 1950er und 1960er Jahren in Fort Huachuca entwickelt wurden. Darüber hinaus gibt es einen Outdoor Air Park, in dem bemannte und unbemannte Spionageflugzeuge zu sehen sind.
Wie bei fast allen Museen üblich, gibt es einen Geschenkeladen (Shop) für Souvenirs und ein kleines Restaurant namens Enigma Café.